# Soriguera (antic municipi)
|  | Aquest article és sobre l'antic municipi d'aquest nom. Per al poble, vegeu Soriguera. |

| ↓ | 1812 — 1972 | → |

|  | Ajuntament d'Estac      |
|  | Ajuntament de Freixa    |
|  | Ajuntament de Llagunes  |
|  | Ajuntament de Malmercat |
|  | Ajuntament de Puiforniu |
|  | Ajuntament de Tornafort |
|  | Ajuntament de Vilamur   |

| Soriguera |

|  | Ajuntament d'Estac      |
|  | Ajuntament de Freixa    |
|  | Ajuntament de Llagunes  |
|  | Ajuntament de Malmercat |
|  | Ajuntament de Puiforniu |
|  | Ajuntament de Tornafort |
|  | Ajuntament de Vilamur   |

| Soriguera |

L'antic municipi de Soriguera és un antic municipi que fou ampliat el 1972 amb el d'Estac, a la comarca del Pallars Sobirà.
Aquest municipi fou creat el 1812 a partir de les disposicions de la Constitució de Cadis. En un primer moment, fou creat d'una banda l'ajuntament de Soriguera, i de l'altra els de Freixa, Llagunes, Malmercat, Puiforniu, Rubió, Tornafort i Vilamur, que el 1847 eren agregats a Soriguera en no assolir cap dels quatre municipis el mínim de 30 veïns (caps de casa) que marcava la nova llei municipal d'aquell any i, en canvi, sí que els obtenien ajuntant-los tots quatre.
Ocupa més de la meitat oriental de l'actual terme de Soriguera, a l'esquerra de la Noguera Pallaresa.

## Geografia

### Descripció geogràfica
L'antic municipi de Soriguera tenia una extensió d'11,4 km². Dels 106,39 que té ara el municipi complet, aquest antic municipi era el més petit dels dos que s'integraren en el terme actual de Soriguera.

#### El perímetre de l'antic terme
Comença aquesta descripció a la carena de la Serra de Bovet, al Coll Ferrera, lloc on es trobaven els termes municipals d'Estac, Soriguera, actualment tots dos dins del mateix terme, i Baén, actualment pertanyent a Baix Pallars.

##### Límit amb l'antic terme d'Estac
Des de Coll Ferrera el termenal davallava pel contrafort septentrional d'aquesta serra, fins al Planell de Sant Martí, des d'on continuava cap al nord pel Serrat de Sant Martí, fins que, a llevant de la Borda de Menal, arribava a tocar la Noguera Pallaresa, a prop del quilòmetre 287 de la carretera C-13/N-260. En aquest punt es trobaven els termes de Soriguera, Estac i Enviny (ara, Sort).

##### Límit amb l'antic terme d'Enviny(Sort)
El límit amb l'antic terme d'Enviny és fàcil de definir: la Noguera Pallaresa entre un punt a llevant de la Mare de Déu del Soler i al nord-est de l'Hostal Nou, i l'Arenal de Baix, el lloc on ara hi ha instal·lat, dins del terme d'Enviny (Sort, ara) el Càmping L'Orri del Pallars, al Prat de Simon, al capdavall de l'extrem sud-occidental de la Costa de Sant Genís. En aquest indret es trobaven els termes d'Enviny, Soriguera i Estac, els dos darrers actualment fusionats en el terme municipal de Soriguera.

##### Límit amb el terme deSort
El termenal amb Soriguera se separa de la llera de la Noguera Pallaresa cap a l'est, travessant la part meridional de les Vernedes, i comença a enfilar-se cap a la muntanya pel vessant nord de la Serreta, cap al nord del punt quilomètric 278 de la carretera N-260, passant pel costat nord-oest de l'estació de servei que hi ha en aquest lloc. Tot seguit, en línia recta cap al nord-nord-est, va a cercar marge nord del revolt de la mateixa carretera, al quilòmetre 277, travessa la Llau de Bardaleda i continua muntanya amunt cap al Serrat de Sant Feliu, torcent progressivament cap a l'est. Travessa la Llau del Muro i segueix el vessant superior meridional de la vall del Barranc de Santa Anna fins que als peus del Serrat dels Herbons, el termenal baixa a trobar el barranc esmentat. Continua aigües amunt, fins que als peus del Serrat Xic, a llevant del Barranc del Fener Gran s'enfila cap al nord-est, sense seguir cap criteri geogràfic, fins que arriba a la cota 2.200, al nord-oest de la Ginebrada, al Fener Gran. En aquest lloc gira sobtadament cap al sud-est, travessa la Costa Negra on, a ponent de l'Estació d'esquí Port-Ainé, a la cota 2.340, troba el triterme entre Sort, Soriguera i Rialb.

##### Límit amb el terme deRialb
Des del punt anterior, la línia de terme segueix cap al sud-est fins a un punt a ponent de la Torreta de l'Orri, des d'on, seguint la carena, fa un parell de girades, de primer cap al nord-est i després altre cop cap a l'est, per, sense acabar de pujar al cim de la Torreta de l'Orri, discórrer pel vessant septentrional d'aquesta muntanya entre la cota 2.400 i la 2.350 fins que enllaça amb el Serrat de la Coma del Forn. Aleshores, cap al nord-est, segueix la carena d'aquest serrat fins que arriba a l'extrem superior, meridional, de la Coma del Forn. Aleshores, el termenal gira cap al nord pel vessant oest del Serrat Gros, i, a la cota 2.150, gira cap al nord-oest per, al cap de poc, arribar al lloc on es troben els termes municipals de Soriguera, Rialb i Llavorsí. Aquest tram de termenal fa tot el tomb per la capçalera de la vall on es troba l'Estació d'esquí de Port-Ainé.

##### Límit amb el terme deLlavorsí
Des del tritermenal suara descrit, la línia de terme, ara amb Llavorsí, gira cap a llevant, resseguint tot el vessant nord primer del Bony de la Socarrada i després de l'Eixida de Montenartró, aproximadament a la cota 2.100, per la Carretera de la Culla a l'Estació d'esquí de Port-Ainè. Va travessant les capçaleres de la Llau dels Tarterals, el Planell de la Socarrada, després del Barranc de les Fonts dels Pradets, tot seguit del Barranc de la Pega, fins a arribar a l'extrem nord del Bosc del Duc i al sud de l'Obaga de Montenartró. Poc després, a prop i al sud del Bony del Raset i del Raset, arriba a un petit coll on el termenal gira de sobte cap al nord. Segueix la carena dels Rasets, i continua sempre cap al nord, un bon tros, fins al nord del Coll de Sant Joan, a prop i al nord-oest de Sant Joan de l'Erm Vell. En aquest lloc es troben els termes de Soriguera, Llavorsí i Montferrer i Castellbò (antic terme de Pallerols del Cantó).

##### Límit amb l'antic terme deVila i Vall de Castellbò(Montferrer i Castellbò,Alt Urgell)
Des del punt anterior, el termenal de Soriguera amb la Vila i Vall de Castellbò emprèn cap al sud, de forma quasi paral·lela a la línia descrita anteriorment, deixant una llenca prima que representa una punxa del terme de Soriguera cap al nord. Passa per l'extrem més alt, de ponent, del Serrat de l'Oratori, i va a buscar el vessant oriental del Bony del Raset. Finalment arriba al Coll de la Culla, on es trobaven els termenals de Soriguera, Vila i Vall de Castellbò i Pallerols del Cantó.

##### Límit amb l'antic terme dePallerols del Cantó(Montferrer i Castellbò,Alt Urgell)
Des del Coll de la Culla, el termenal marxava cap a ponent, per descriure un arc al sud-est de l'Eixida de Montenartró, girant cap al sud en assolir el vessant meridional d'aquesta muntanya. Deixant les Comes de Rubió a ponent, la línia de terme torna a agafar la direcció nord-sud, passant per la Roca Senyada, de 2.063,3 metres d'altitud, seguint tota la Serra Seca, on es trobava el tritermenal entre Soriguera, Pallerols del Cantó i Guils del Cantó.

##### Límit amb l'antic terme deGuils del Cantó(Montferrer i Castellbò,Alt Urgell)
Aleshores el termenal, ara amb Guils del cantó, segueix la Serra Seca sencera, fins al Pla Muntaner i los Collets. En aquest lloc es decanta altre cop cap al sud-oest, travessant lo Carreral, fins que arriba al Port del Cantó, on es troben els termes de Soriguera, Guils del Cantó i Castellàs.

##### Límit amb l'antic terme deCastellàs(les Valls d'Aguilar,Alt Urgell)
Del Port del Cantó, la línia de terme amb Castellàs, actualment pertanyent a les Valls d'Aguilar, emprèn la direcció oest-sud-oest, per anar decantant-se més cap al sud-oest. Travessa la Cabanera i després l'extrem superior, nord-oest, de la Serra de Llagunes, fins que arriba a la Roca de Llagunes; en aquell lloc gira una mica cap al sud, travessa el Bosc de Salzeu i arriba al Pla de la Casa, on gira cap a l'oest. Continua en aquesta direcció fins a l'extrem nord-oest de les Costes del Raubert, on davalla cap al Torrent de Freixa seguint una direcció sud-oest. S'enfila pel costat oposat de la vall d'aquest torrent, per anar a buscar el Serrat de l'Encadenador, deixant a prop i al nord-oest el poble de Freixa. Quan l'assoleix, en segueix la carena cap al sud-sud-oest i de seguida cap al sud, fins a arribar a la Plana d'Aran. Un cop en aquella plana, torna a emprendre cap al sud-oest per una carena, fins que arriba a un cim de 1.865,8 metres d'altitud, contrafort nord-oriental de la Serra de Mollet, al sud del Bosc de Freixa, on es troba el punt de trobada dels termes de Soriguera, les Valls d'Aguilar (Castellàs) i Baén.

##### Límit amb l'antic terme deBaén(Baix Pallars)
Des del lloc anterior, el termenal segueix cap al nord-oest seguint una línia desigual i irregular, que no s'ajusta a cap accident geogràfic important. Passa pel vessant sud-oest del Bony de Mollet, travessant el Bosc de Mollet, i s'enfila cap al Fener Gran, que forma un circ encarat a migdia. El termenal hi fa el tomb per la carena del capdamunt i s'enfila al Bony del Fener Gran. Des d'aquest lloc, la línia de terme marxa cap a ponent, per tal d'enfilar-se al Tossal del Puial per la Serra de Gavernet, deixant al nord la Mata de Gavernet i al sud el Plan Tavernet. Tot seguit travessa el lloc de Llitimoll i s'enfila al cim de les Pantalles (tota aquesta carena és genèricament denominada Muntanya de Baén). Des de les Pantalles, sempre seguint la carena cap a l'oest, baixa fins al Coll Ferrera. En aquest lloc el terme de Baén es trobava amb el límit entre els antics termes de Soriguera i Estac, actualment tots dos integrats en el terme de Soriguera, punt on ha començat la descripció del termenal de Soriguera.

#### Els espais de l'interior del terme
L'interior de l'antic terme de Soriguera consta de 

### Nuclis de població
| Entitat de població | Habitants (2010) |
| ------------------- | ---------------- |
| Arcalís             | 29               |
| Baro                | 55               |
| Escós               | 26               |
| Estac               | 21               |
| Mencui              | 12               |
| Font: Idescat       |                  |

L'antic terme d'Estac incloïa el poble del mateix nom i els d'Arcalís, Baro, Escós i Mencui.

## Història

### Edat contemporània
En el cens del 1857 Soriguera apareix amb 863 habitants i 173 cèdules personals inscrites, repartides de la manera següent: Freixa, 96 habitants i 16 cèdules; Llagúnes, 133 i 28; Malmercat, 109 i 23, Puigforniu, 43 i 6; Soriguera, 39 i 9; Tornafort, 122 i 26, i Vilamur, 256 i 57.
L'ajuntament de Soriguera fou creat el 1812, arran de les lleis promulgades a partir de la Constitució de Cadis i la reforma de tot l'estat que s'emprengué, i fou ampliat el 1972, amb la incorporació de l'antic municipi d'Estac.
Alcaldes:
- Josep Colell (1898 - 1899)

### Demografia
| 1497 f | 1515 f | 1553 f | 1717 | 1787 | 1857 | 1877 | 1887 | 1900 | 1910 |
| ------ | ------ | ------ | ---- | ---- | ---- | ---- | ---- | ---- | ---- |
| -      | -      | -      | -    | -    | 707  | 505  | 425  | 383  | 382  |

| 1920 | 1930 | 1940 | 1950 | 1960 | 1970 | 1981 | 1990 | 1992 | 1994 |
| ---- | ---- | ---- | ---- | ---- | ---- | ---- | ---- | ---- | ---- |
| 483  | 391  | 386  | 312  | 259  | 114  | -    | -    | -    | -    |

| 1996 | 1998 | 2000 | 2002 | 2004 | 2006 | 2008 | 2010 | 2012 | 2014 |
| ---- | ---- | ---- | ---- | ---- | ---- | ---- | ---- | ---- | ---- |
| -    | -    | -    | -    | -    | -    | -    | 143  | -    | -    |